# 雅鲁藏布江下游水电工程
雅鲁藏布江下游水電工程是中華人民共和國雅魯藏布江下游段正在建設的大型水利工程，位於西藏自治區林芝市。該工程於2025年7月19日上午在林芝市米林水電站壩址舉行開工儀式，由中共中央政治局常委、國務院總理李強宣布正式開工，並由同日新成立的中央企業中國雅江集團有限公司負責開發、建設和運營。
工程主要採取「截彎取直、隧洞引水」的開發方式，規劃建設5座梯級電站，總投資約1.2萬億元人民幣，預計裝機容量達7000萬至8100萬千瓦，年發電量約3000億千瓦時，相當於3個三峽工程的規模。電力將通過特高壓線路主要輸送至粵港澳大灣區和長三角地區，同時兼顧西藏本地用電需求。工程被視為中國實現能源自主與綠色轉型的戰略性項目，建成後預計可減少二氧化碳排放3億噸，並對西藏經濟發展產生深遠影響。

## 历史
2024年12月，中华人民共和国政府核准雅鲁藏布江下游水电工程。
2025年7月19日，雅鲁藏布江下游水电工程开工仪式在西藏自治区林芝市举行。中共中央政治局常委、国务院总理李强出席开工仪式，并宣布工程正式开工。

## 爭議
印度、孟加拉國及環保組織對工程下游水資源和生態環境的影響表示擔憂。印度新德里的研究人員Sayanangshu Modak分析認為，如果中國在接近有主權爭議藏南地區附近的「大拐彎」處建造一座大水壩，大量的河水在進入印度之前就會被截流，可能加劇下游缺水問題。另外工程計劃同時也可能造成次生災害風險，和對生態環境造成破壞。
印度傳媒更有評論擔憂中國憑藉上游優勢地位將河流「武器化」，利用水流掐住印度咽喉。印度政府則明確憂慮中國的計劃會令印度缺水，印度水源部官員梅拉有接受外電訪問時就表明，當務之急要在阿鲁纳恰尔邦（即印度控制的藏南地区）建造大壩，以減輕中國計劃帶來的負面衝擊。
印度观察家研究基金会 (Observer Research Foundation) 发展研究副总裁，自然资源经济学家Nilanjan Ghosh博士则认为，印度境内的布拉马普特拉河的水源主要来自印度境内的大量支流，而上游的雅鲁藏布江的流量贡献所占比例很低，因此中国境内修建的水利设施无法对下游的印度和孟加拉国带来任何实质性的影响。例如在中国境内奴下水文站（位于藏木水电站下游约289km）记录的雅鲁藏布江年径流量只有312亿立方米，而印度境内的Pandu/Guwahati水文站测得年径流量则达到了4940亿立方米，所以来自中国境内的水量只占印度境内总流量的约6.3%。布拉马普特拉河流经的阿萨姆邦的首席部长希曼塔·比斯瓦·萨尔玛（Himanta Biswa Sarma）也称，目前没有看到任何紧迫的担忧理由，因为布拉马普特拉河的大部分水来自不丹和阿鲁纳恰尔邦。
针对争议，中华人民共和国外交部在2024年12月、2025年1月份、2025年7月多次回应称，中方修建雅鲁藏布江下游水电工程旨在加快发展清洁能源，大力改善当地民生，积极应对气候变化。中方经过数十年严谨科学论证，将严格按照中国行业最高标准，全方位开展工程建设、生态环保，避让多处重要生态环境敏感区，最大限度保留原始生态系统，不会对下游地区产生不利影响，反而一定程度上有利于下游防灾减灾和应对气候变化。中方已同有关下游国家开展了水文报汛、防洪减灾等合作，也就雅下水电工程进行了必要沟通，将继续同下游国家加强合作。